# Ludy tunguskie

Obszary zamieszkałe przez osoby posługujące się językami tungusko-mandżurskimi

Ludy tunguskie, Tunguzi – ludy posługujące się językami z rodziny tungusko-mandżurskiej, zamieszkujące północną Azję (rosyjska Syberia, Mongolia, północne Chiny – zwłaszcza Mongolia Wewnętrzna).
Termin „ludy tunguskie” ma różne zakresy znaczeniowe w kręgach naukowych różnych krajów:
- Stosowany m.in. w nauce polskiej termin „ludy tunguskie” odnoszony jest do tylko niektórych[1] spośród narodów z tungusko-mandżurskiej rodziny językowej: określano tym mianem jedynie ludy posługujące się językami tunguskimi oraz część ludów z grupy mandżurskiej, znajdujących się na relatywnie niskim szczeblu rozwoju społeczno-gospodarczego, zamieszkujących rzadko zaludnione obszary tajgi. W praktyce tylko zamieszkujące (przynajmniej częściowo) Rosję ludy z tej grupy językowej były określane mianem Tunguzów. W tym rozumieniu np. Mandżurowie nie byli ludem tunguskim.
- W nauce anglosaskiej terminem tym określa się wszystkie narody posługujące się językami tungusko-mandżurskimi.

## Pochodzenie nazwy
Nazwa tunguz pochodzi od tatarskiego słowa „świnia”, oznaczającego też jedzącego wieprzowinę. Tatarzy wyznający islam nazywali tak plemiona innych religii. Europejczycy mianem Tunguzów określali Ewenków – najliczniejszą spośród tej grupy językowej narodowość, a następnie także inne, pokrewne im językowo i kulturowo ludy. Ta niejednoznaczność spowodowała, iż z czasem Ewenków zaczęto określać nazwą opartą na stosowanej w ich własnym języku, a słowo Tunguzi stosowano na określenie grupy ludów.

## Lista ludów tunguskich
- Ewenkowie (dawniej Tunguzi; ok. 68 tys.)
- Eweni (dawniej Lamuci; ok. 19 tys.)
- Nanajowie (dawniej Goldowie; ok. 17 tys.)
- Negidalowie (ok. 0,6 tys.)
- Orocy (ok. 8,2 tys.)
- Oroczanie (ok. 0,7 tys.)
- Orokowie (ok. 0,3 tys.)
- Udehejczycy (ok. 1,6 tys.)
- Ulczowie (ok. 2,9 tys.)

Pozostałe ludy, określane mianem tunguskich w nauce anglosaskiej:
- Dżurdżeni (nie występują) – dali początek narodowi Mandżurów
- Mandżurowie (7–10 mln) – niemal całkowicie zasymilowani przez Chińczyków, odrębność kulturową zachowało kilkanaście tysięcy, zaś językową – poniżej tysiąca
- Xibe (Sibe, Sibo; ok. 190 tys.)